# Beverly Byron
Beverly Byron, nata Beverly Barton Butcher (Baltimora, 27 luglio 1932 – Frederick, 9 febbraio 2025), è stata una politica statunitense, membro della Camera dei Rappresentanti per lo stato del Maryland dal 1979 al 1993.

## Biografia
Nata a Baltimora, crebbe a Washington e nel 1952 sposò Goodloe Byron, un politico democratico figlio degli ex deputati William D. Byron e Katharine Byron.
Beverly fu consulente e assistente di suo marito e si dedicò alla politica anche individualmente. Nel 1971 suo marito riuscì a farsi eleggere deputato alla Camera dei Rappresentanti e fu riconfermato per altri tre mandati. Nell'ottobre del 1978 tuttavia Byron fu colpito da un attacco di cuore mentre faceva jogging e morì mentre era ancora in carica. Il partito convinse la vedova Beverly a concorrere per il seggio del marito e la donna venne eletta con un'ampia maggioranza.
La Byron fu riconfermata dagli elettori per altri sei mandati, ma nel 1992 venne sconfitta nelle primarie da Thomas Hattery, un democratico più liberale. Tuttavia anche Hattery fu sconfitto dal repubblicano Roscoe Bartlett, un avversario che la stessa Byron aveva sconfitto nelle elezioni del 1982.
Durante la permanenza al Congresso Beverly Byron si contraddistinse per il suo credo moderato. Nel novembre del 1985 fu la prima donna a volare su un Lockheed SR-71 dell'Air Force.
Dopo la sconfitta la Byron tornò a vivere nel Maryland con il suo secondo marito B. Kirk Walsh.